# Collie (West-Australië)
Collie is een stadje in de regio South West in West-Australië, bekend voor zijn kolenmijnen. Het ligt 230 kilometer ten zuiden van Perth en 59 kilometer landinwaarts van de stad Bunbury en haar haven. In 2021 telde Collie 7.599 inwoners.

## Geschiedenis
Dr. Alexander Collie en William Preston waren de eerste Europeanen die de streek verkenden rond 1829. James Sterling noemde de Collierivier naar Dr. Alexander Collie, scheepsdokter op de HMS Sulphur, die de rivier ontdekte. Het stadje werd naar de rivier genoemd. Collie ligt waar de rivieren Harris en Collie samenvloeien.
In 1883 ontdekte de herder George Marsh steenkool in de streek. De steenkoolvelden werden in ontginning genomen in de jaren 1890. Het grondgebied werd opgemeten en in 1897 werd het plaatsje Collie gesticht.
In 1933 werd de Wellington Dam gebouwd om de hele streek van water te voorzien. In de jaren 1950 vergrootte men de stuwdam en werd er een waterkrachtcentrale aan toegevoegd die 2000 megawatt produceert. Het is de op een na grootste stuwdam in West-Australië en deze wordt gevoed door de Collierivier.
Collie heeft een luchthaven, de Collie Airport (CIE).

## Energiecentrales
Steenkool is steeds zeer belangrijk geweest voor Collie. Er zijn twee kolenmijnen en drie energiecentrales. Collie heeft altijd een belangrijk aandeel gehad in de energiebevoorrading van West-Australië, maar het steenkooltijdperk loopt op z'n laatste benen en er gaan stemmen op om een energietransitie naar meer duurzame energieproductie in gang te zetten. In 2024 werd Collie genoemd als een van zeven mogelijke locaties voor een toekomstige kerncentrale.

## Toerisme
Het bibbulmunwandelpad, een langeafstandswandelpad van ongeveer 1000 kilometer dat door het zuidwesten van West-Australië loopt, en de Munda Biddi moutainbikeroute slingeren zich door de streek. Er zijn nog verscheidene andere kortere lokale wandel- en mountainbikeroutes.
In, op en rond de Wellington Dam kan men tal van watersportactiviteiten beoefenen of tot rust komen in de omliggende Jarrahbossen. Ook rond de Minninup Pool, Stockton Lake en de Collierivier kan men van water en natuur genieten.
In Collie vindt men verder nog het Collie Historical Rail Precinct met het Steam Locomotive Museum, een heropgebouwd treinstation en een voetgangersbrug. Er is de Collie Art Gallery. De geschiedenis van de koolmijnen kan men bestuderen in het Coalfieldsmuseum of ervaren in de Replica Underground Coal Mine.

## Galerij

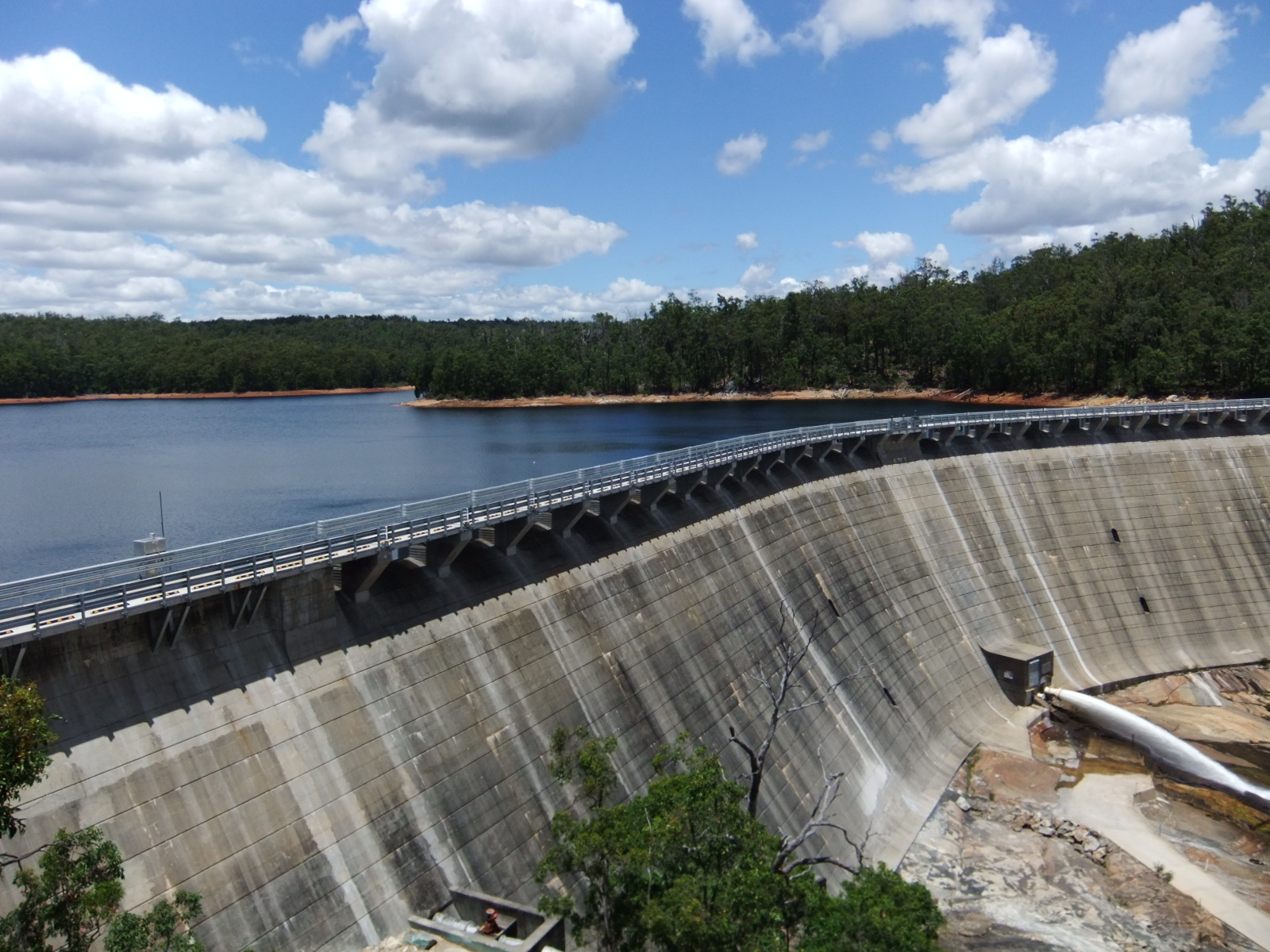
Wellington Dam 2011
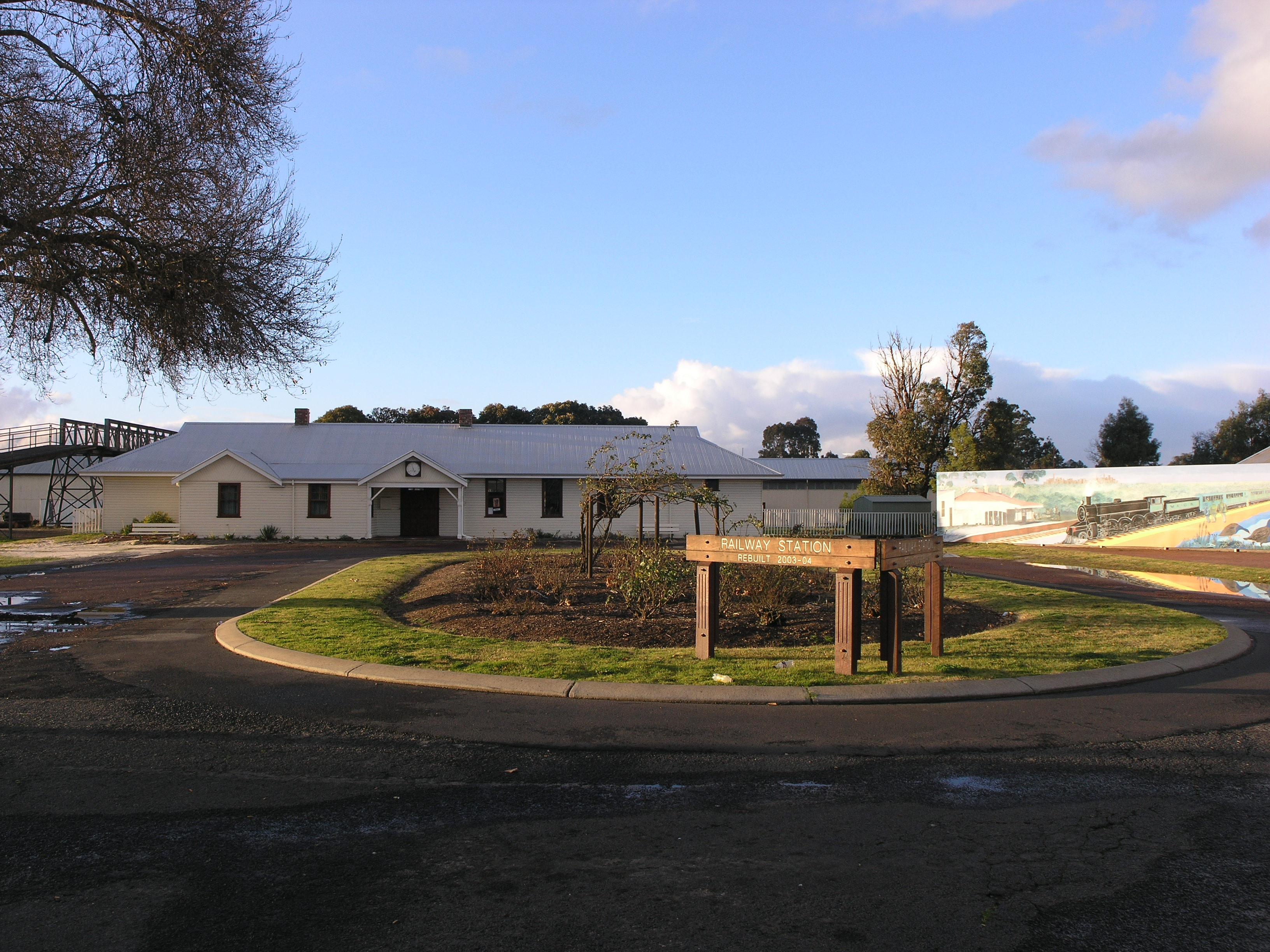
Treinstation in Collie
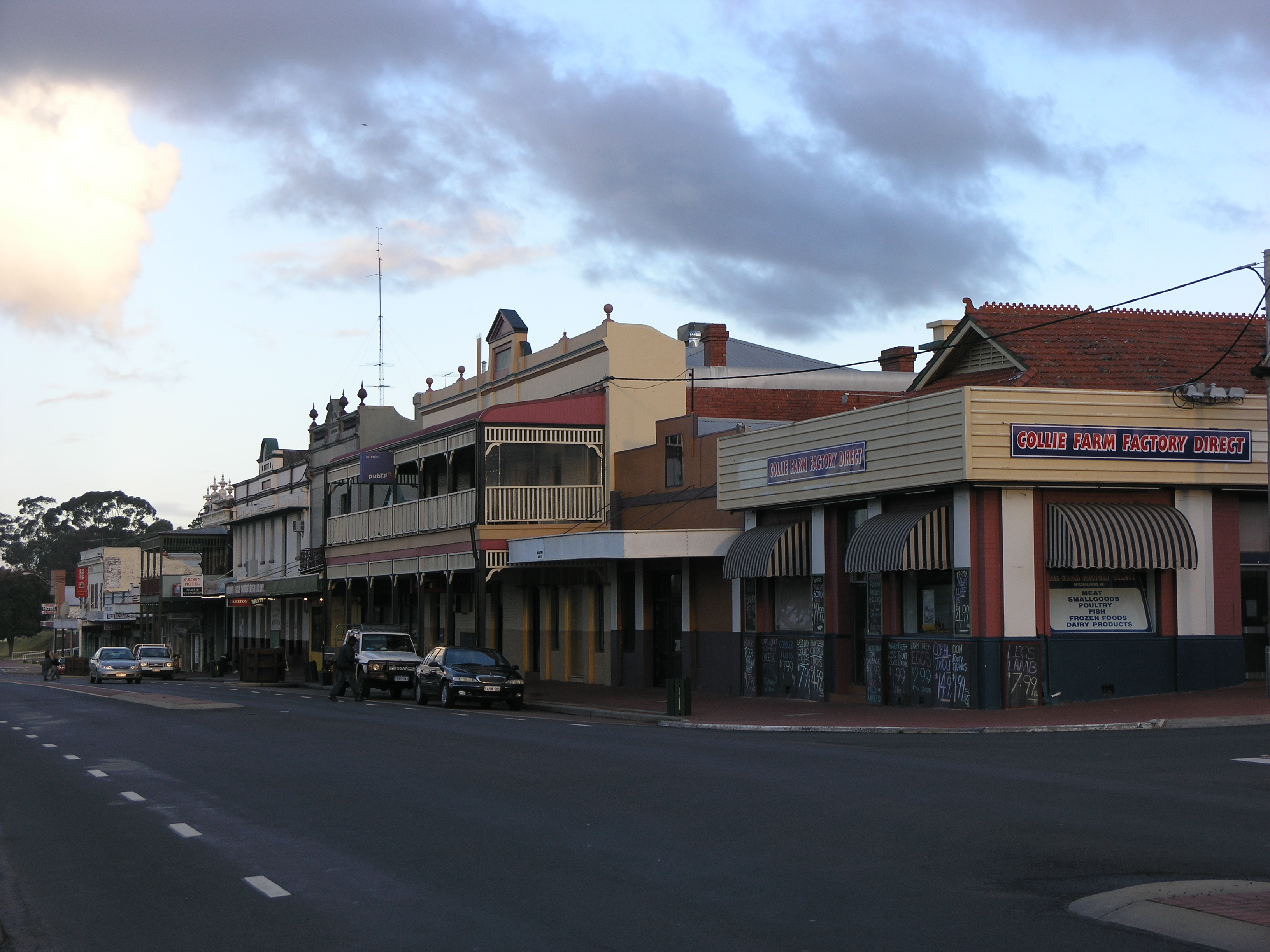
Hoofdstraat van Collie
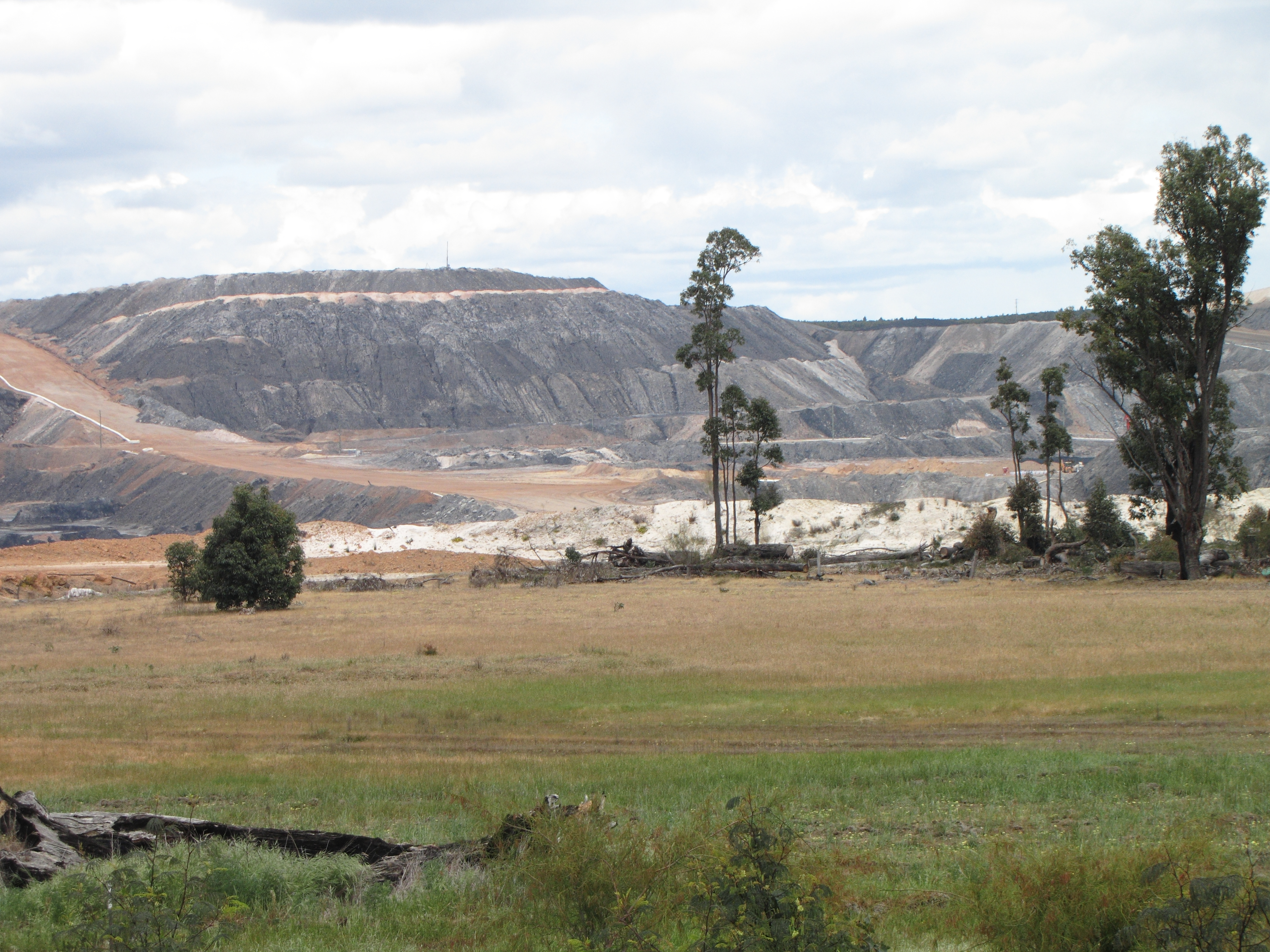
Steenkoolmijn in Collie
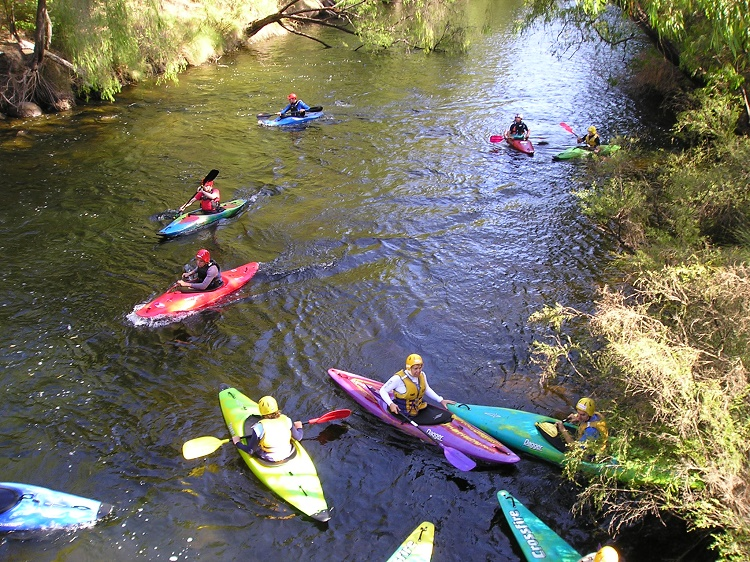
Kajakken in Collie

## Klimaat
| Maand                                  | jan  | feb  | mrt  | apr  | mei   | jun   | jul   | aug   | sep  | okt  | nov  | dec  | Jaar  |
| -------------------------------------- | ---- | ---- | ---- | ---- | ----- | ----- | ----- | ----- | ---- | ---- | ---- | ---- | ----- |
| Gemiddeld maximum (°C)                 | 30,5 | 30,1 | 27,3 | 23,1 | 18,9  | 16,3  | 15,1  | 16,3  | 18,1 | 20,7 | 24,8 | 28,3 | 22,5  |
| Gemiddeld minimum (°C)                 | 13,2 | 13,1 | 11,5 | 8,7  | 6,3   | 5,0   | 4,2   | 4,5   | 5,8  | 7,4  | 9,7  | 11,7 | 8,4   |
|                                        |      |      |      |      |       |       |       |       |      |      |      |      |       |
| Neerslag (mm)                          | 14,8 | 14,2 | 23,6 | 48,2 | 125,9 | 180,3 | 179,4 | 140,6 | 99,9 | 64,5 | 32,1 | 16,0 | 939,5 |
| Regendagen (dag)                       | 1,7  | 1,9  | 2,8  | 5,5  | 10,2  | 13,4  | 14,5  | 13,2  | 11,0 | 8,3  | 4,9  | 2,7  | 90,1  |
| Bron: Australian Bureau of Meteorology |      |      |      |      |       |       |       |       |      |      |      |      |       |

Acton Park · Alexandra Bridge · Allanson · Augusta · Balingup · Benger · Binningup · Boyanup · Boyup Brook · Bramley · Bridgetown · Brookhampton · Brunswick Junction · Bunbury · Burekup· Busselton · Capel · Carbunup River · Chowerup · Collie · Cookernup · Cowaramup · Cundinup · Dardanup · Deanmill · Dingup · Dinninup · Donnelly River · Donnybrook · Dunsborough · Elgin · Ferguson · Forest Grove · Forrest Beach · Gnarabup · Gracetown · Greenbushes · Harvey · Hester · Jardee · Jarrahwood · Karridale · Kirup · Kudardup · Kulikup · Ludlow · Manjimup · Margaret River · Mayanup · Metricup · Mullalyup · Myalup · Nannup · Northcliffe · Nyamup · Pemberton · Peppermint Grove Beach · Prevelly · Quindalup · Quinninup · Roelands · Rosa Brook · Shotts · Stratham · Uduc · Vasse · Walpole · Waterloo · Wilga · Windy Harbour · Witchcliffe · Wilyabrup · Wokalup · Wonnerup · Worsley · Yallingup · Yalup Brook · Yarloop · Yoongarillup · Yornup